# 玉泉園

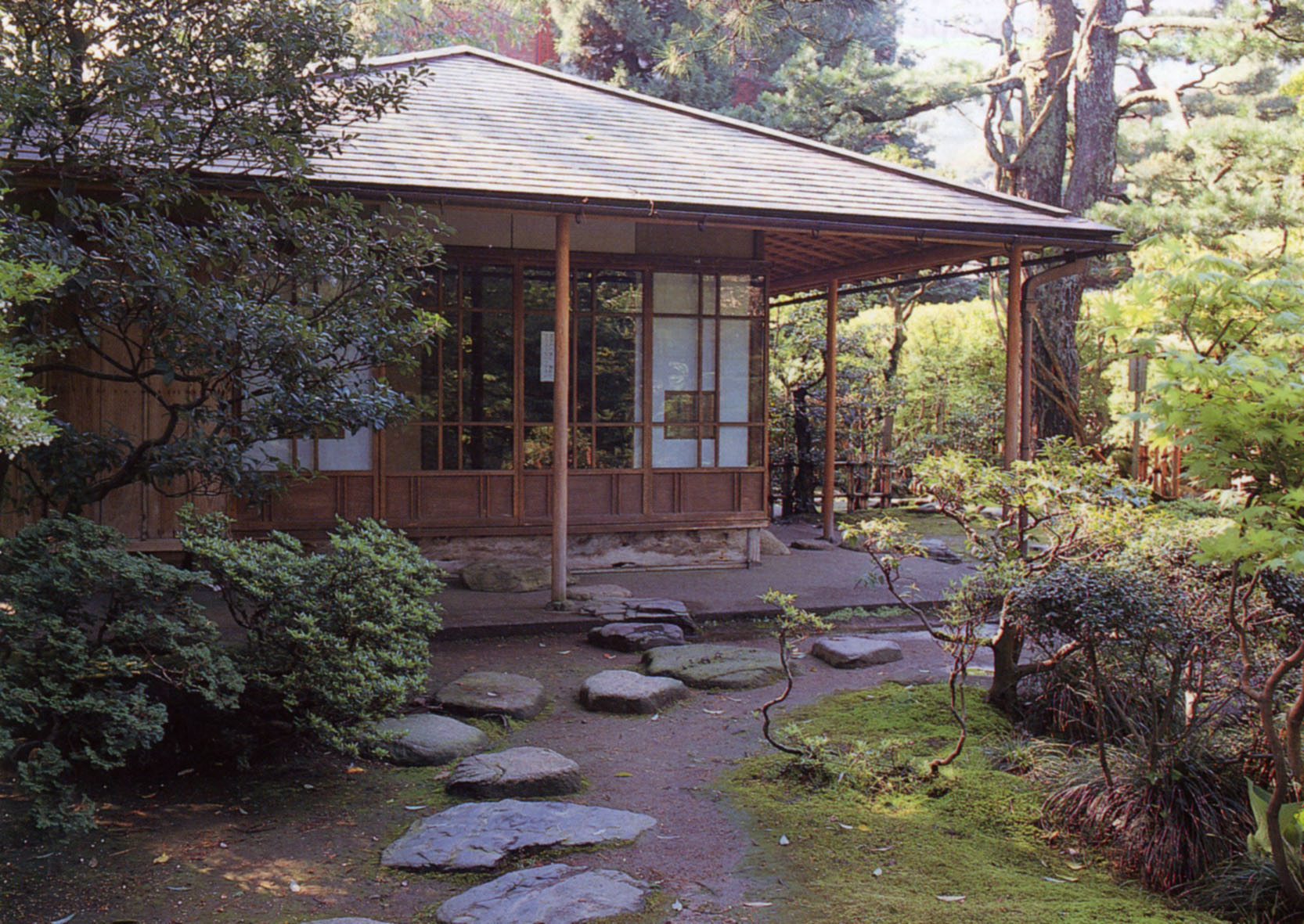
灑雪亭

玉泉園（ぎょくせんえん）は、石川県金沢市に所在する池泉回遊式庭園である。園内には金沢最古の茶室・灑雪亭（さいせつてい）や裏千家寒雲亭の写しの茶室がある。
江戸時代初期に加賀藩士、脇田直賢から4代、約100年かけて脇田邸に作庭された。庭の名前は前田利長の正室玉泉院にちなむ。この地方の都市部としては珍しいミズバショウが自生する。明治初期に脇田家が移住した後、数回の転売を経て西田家に渡り、長く非公開であったが、昭和46年（1971年）から公開された。1959年11月に灑雪亭露地が金沢市の指定文化財として、1960年5月に全庭が石川県の指定名勝として指定されている。

## 庭園の仕組み

### 玉泉園

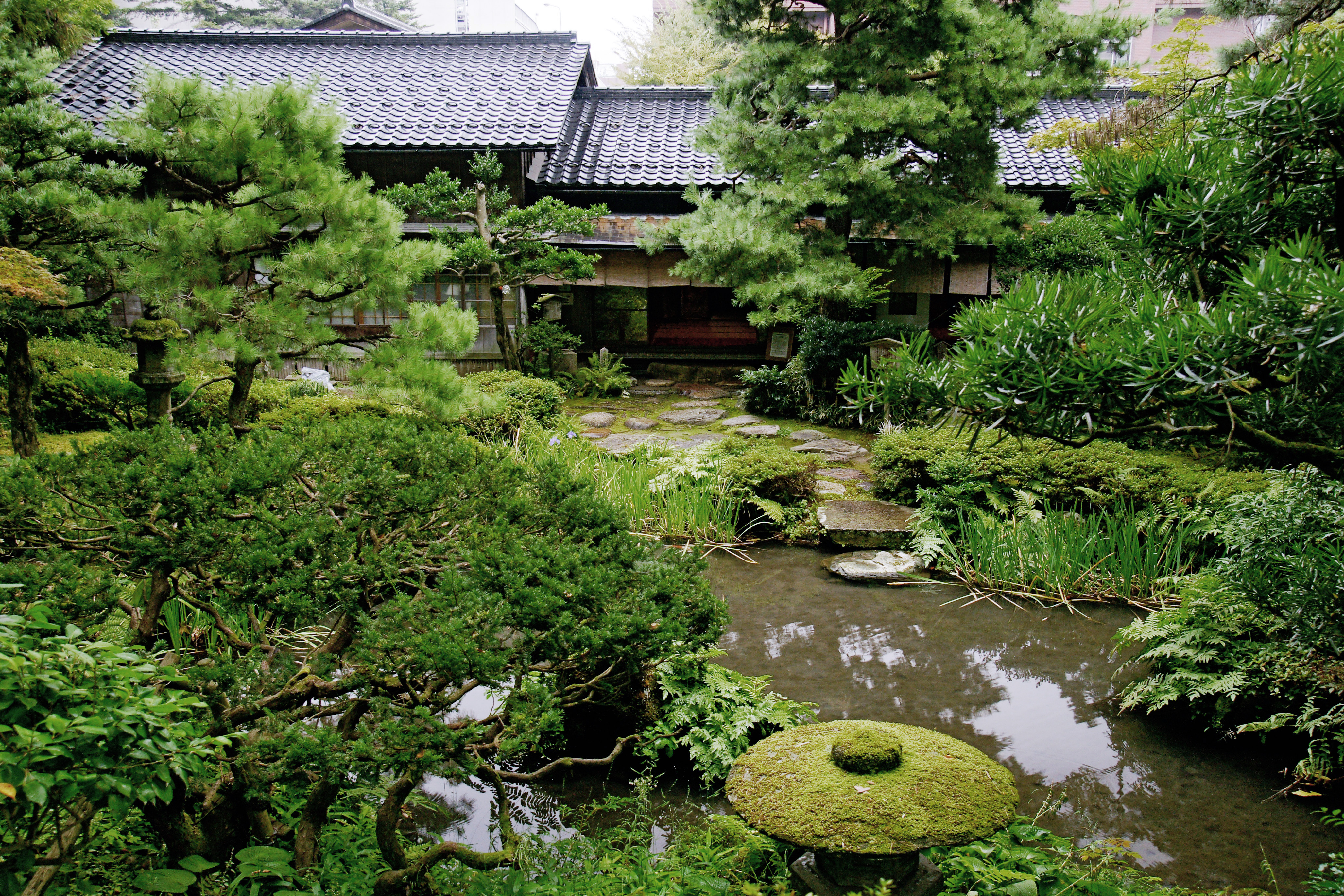
主庭池と寒雲亭

玉泉園は総面積約2370平方メートル（約720坪）。兼六園の樹木を背景とし、山畔崖地を利用した上下2段式の池泉回遊式庭園で、作庭は加賀藩大小将頭であった脇田直賢の代（江戸時代初期）に着工され、4代九右衛の代（江戸時代中期初頭）にわたって完成されたもので、本庭・西庭・東庭の三庭から成る。庭園内に茂る巨木類は作庭以前から茂っていたと伝えられている。玉泉園の名は、加賀藩2代藩主前田利長の正室玉泉院からとったもので、作庭者脇田直賢は玉泉院の配慮によって妻をめとり、脇田家を創設したという由縁がある。また、池泉の水源を兼六園の徽軫灯籠（ことじとうろう）付近の曲水から引いている事実は、作庭者と藩主との親交が深かったことを物語っている。

### 灑雪亭露地
本庭最上段の灑雪亭露地は面積約570平方メートル（約173坪）、慶安4年（1651年）3代藩主利常に招かれ御茶頭として仕えた千仙叟宗室（裏千家始祖）の指導によるもので、宏大な池を中心とする庭園と、庭東部の茶席『灑雪亭』からなり、亭前の茶庭には雲龍の陽刻をなした蹲踞を配している。灑雪亭の名は脇田家2代当主直能が、藩の招きで来藩していた儒学者木下順庵が本庭園に遊んだ際に詠んだ詩の一節「飛泉蔭雪灑」からとったもので、順庵自身の命名になる。本席は1畳に台目2畳の利休の侘びを尊ぶ簡素な席で、金沢市内に現存する茶室としては年代的に最も古いものとされている。玉泉園・灑雪亭露地とも明治38年（1905年）に西田家の所有となり、2代目当主儀三郎〜3代儀一郎〜4代外喜雄の3代にわたり個人の手で維持・管理されてきたが、昭和46年（1971年）4月、財団法人西田家庭園保存会の設立により当保存会が寄贈を受け、一般公開されている。

### 玉澗流庭園と玉泉園
玉泉園の築庭が、全国に6例が確認されるだけで、幻の様式とされる「玉澗流」で行われていることが判明している。「玉澗」は中国南宋時代の画僧、芬玉澗のことである。芬玉澗は多くの絵を後世に残しているが、元禄7年（1694年）に京都で刊行された『古今茶道全書』の第5巻（後に独立して出版された「諸國茶庭名蹟圖會」）の巻末に3枚の山水図が掲載されている（刊行の時期は脇田家3代当主直長が玉泉園を築庭していた時代と符合する）。その3枚の山水図のうちの1枚（玉澗樣山水三段瀧圖）が、玉泉園の東滝を中心とした崖地部分の作庭と酷似していることが最近の調査で分かっている。玉澗流庭園の特色としては、
1. 築山を2つ設けてある
2. 築山の間に滝を組んである
3. 滝の上部に石橋（通天橋）を組んである
4. 石橋の上部は洞窟式になっている

といった点にあり、玉泉園はこの4つの特色が全て備わっている。

## ギャラリー

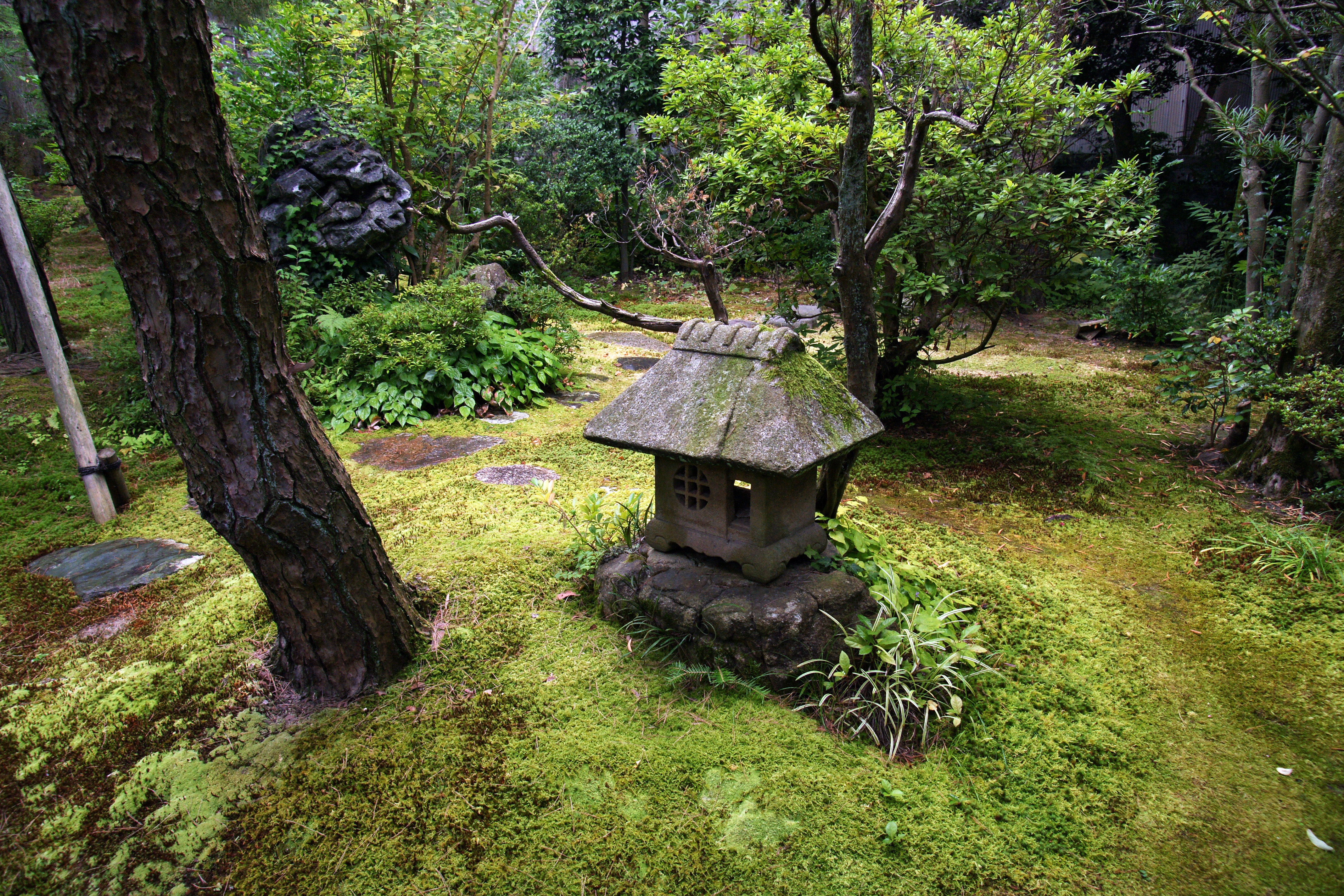
西庭
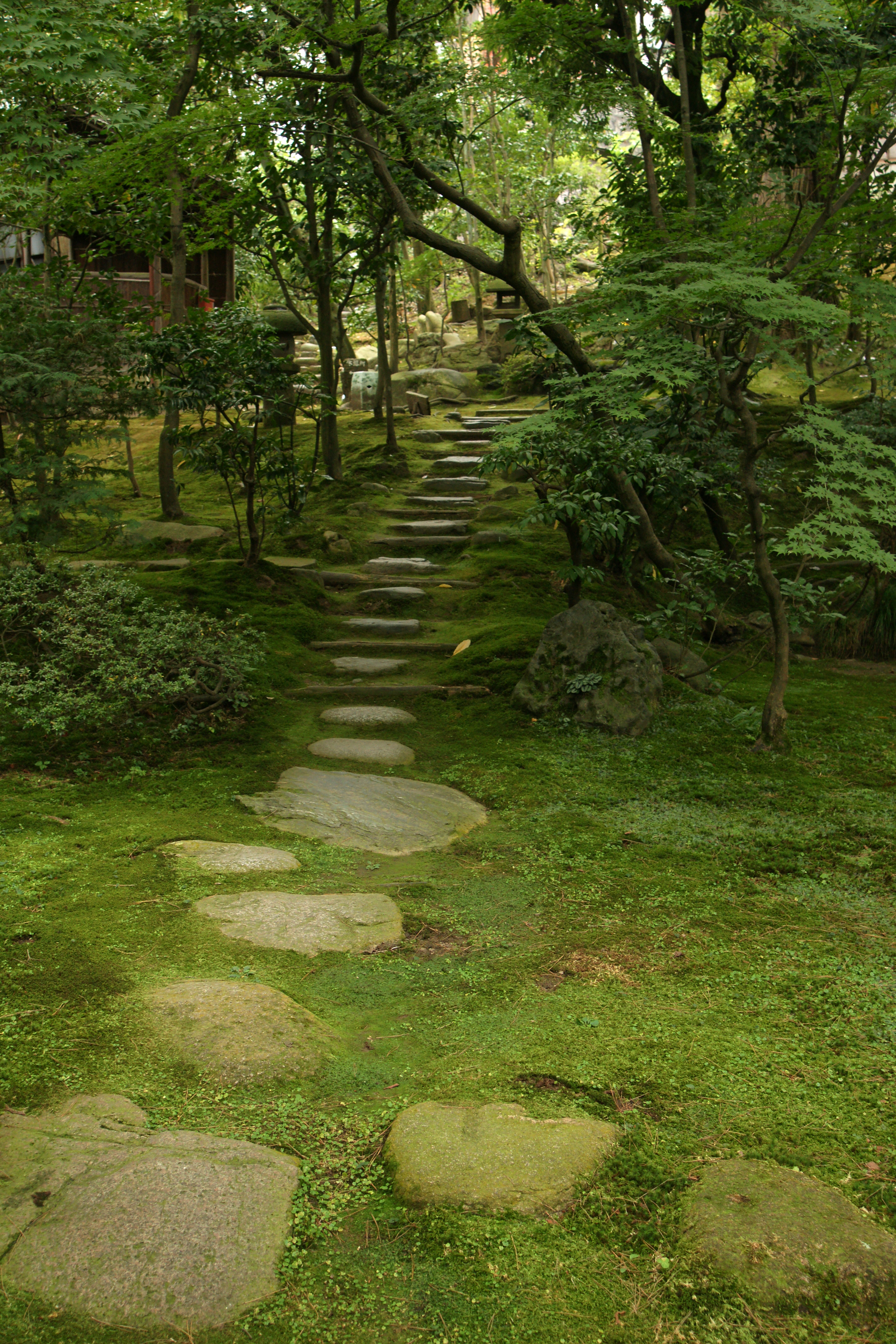
東庭
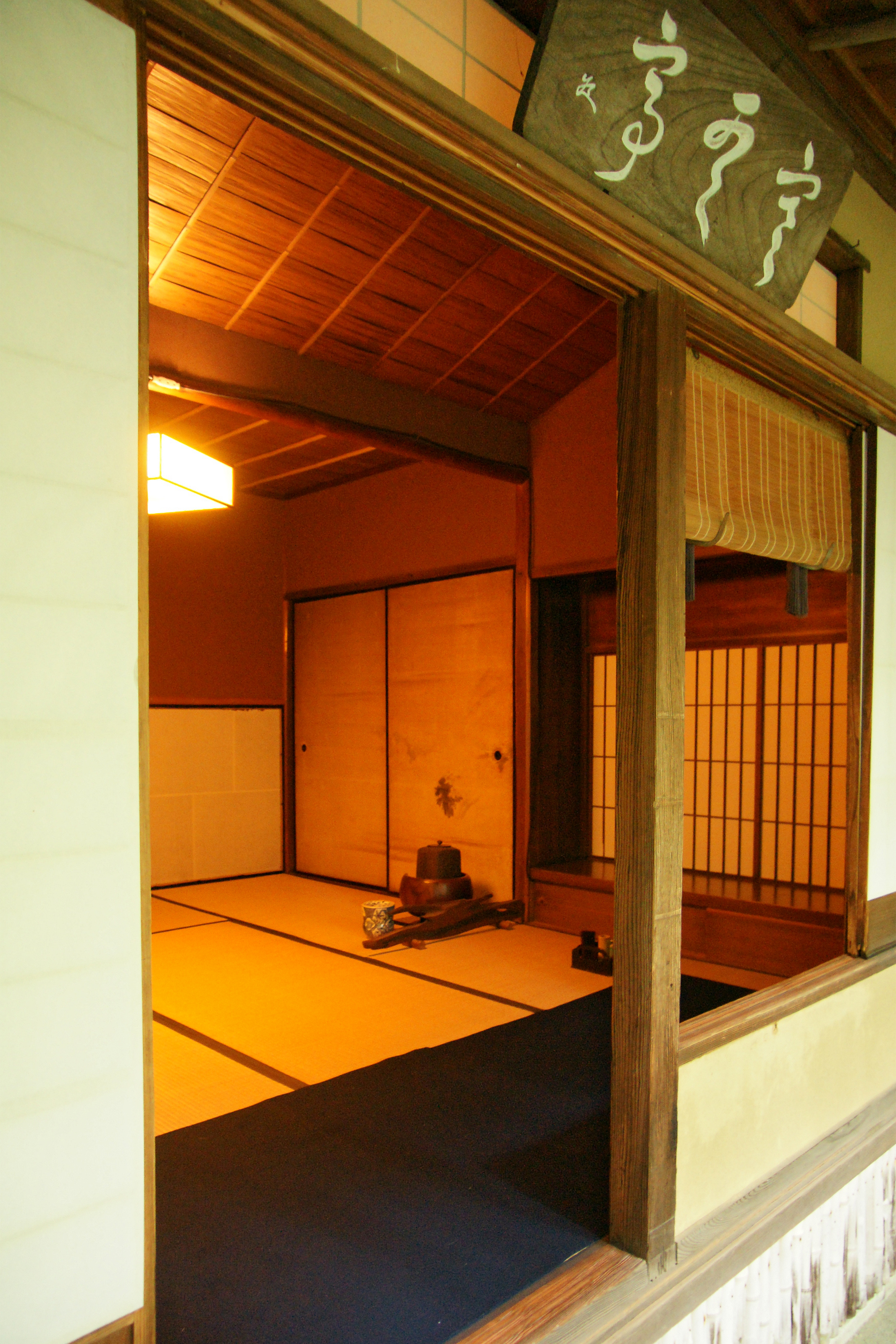
裏千家･寒雲亭写しの茶室
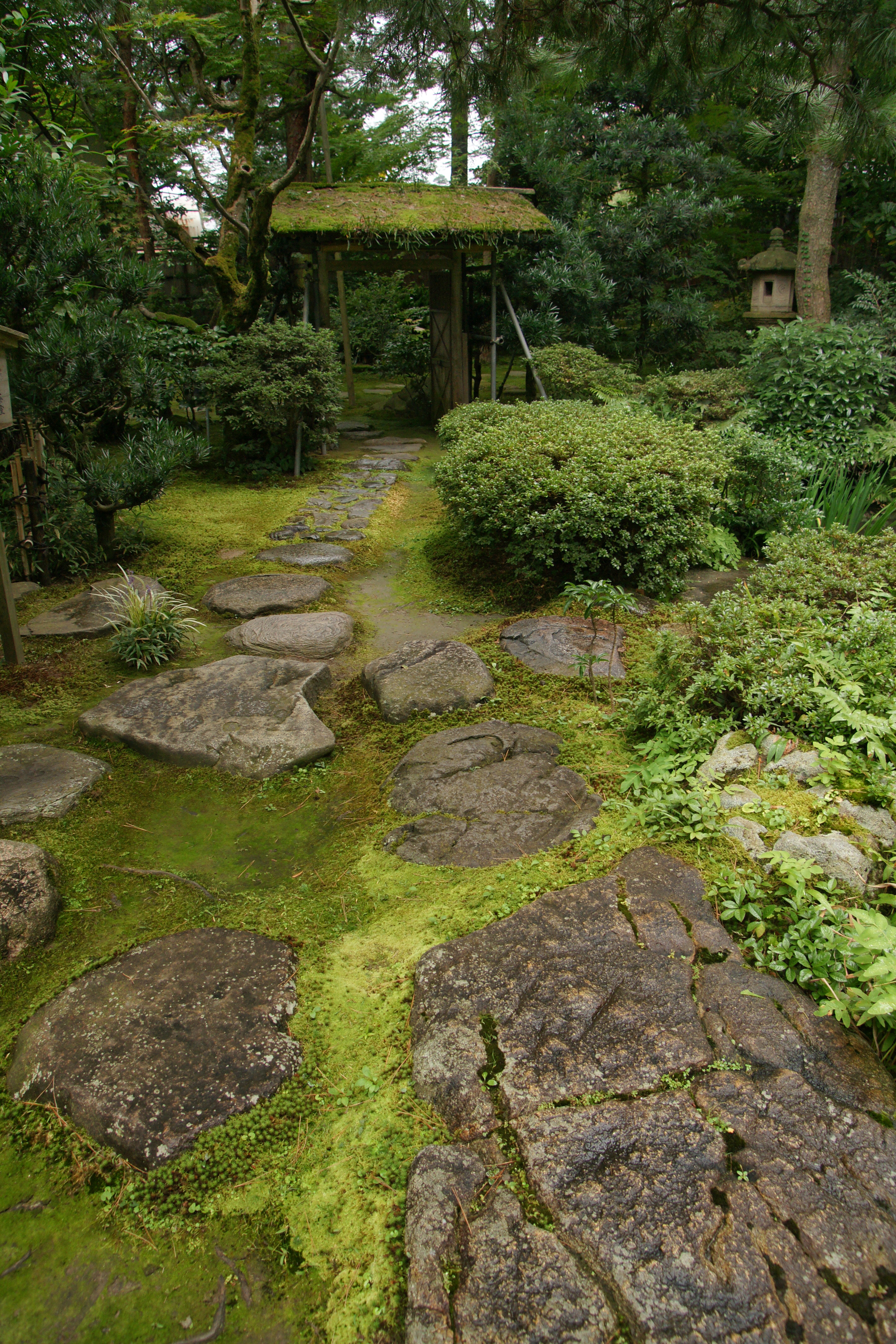
寒雲亭路地
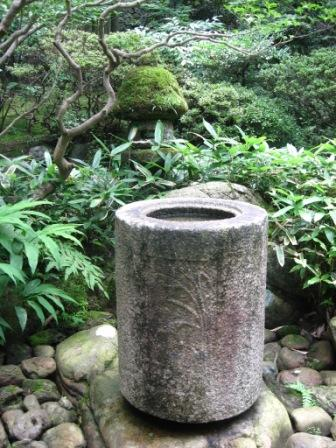
寸胴型手水鉢
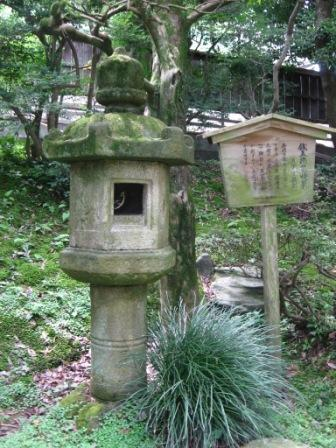
銭五秘蔵灯篭
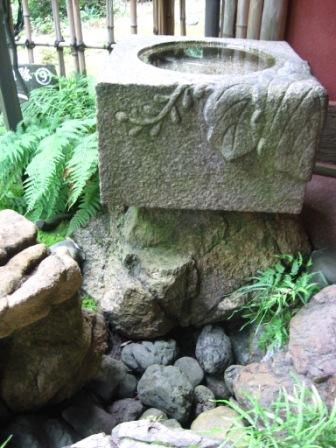
松平家伝来手水鉢
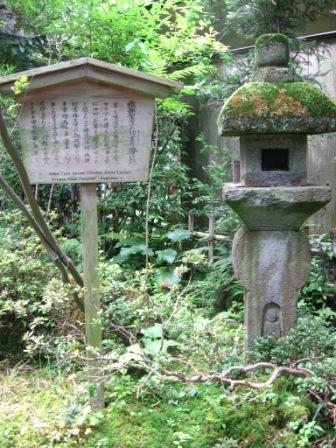
隠れキリシタン灯篭

## 周辺施設
- 兼六園
- 加賀友禅会館
- 金沢大学附属特別支援学校